# Obraz cyfrowy
Obraz cyfrowy (ang. digital image) – dwuwymiarowy obraz zapisany w postaci binarnej, możliwy do przechowywania w pamięci cyfrowej. Pojęcie najczęściej dotyczy obrazu zapisanego w postaci rastrowej, w której jest on przedstawiony jako dwuwymiarowa macierz pikseli. W takim ujęciu można traktować obraz jako dwuwymiarową funkcję dyskretną przypisującą współrzędnym piksela jego kolor.
W szerszym ujęciu do obrazów cyfrowych można zaliczyć również grafikę wektorową, gdzie obrazy przedstawiane są za pomocą wzorów matematycznych, toteż mogą być skalowane bez utraty jakości.
Należy zwrócić uwagę, że wizualizacja obrazu cyfrowego (np. jego wydruk lub wyświetlenie na ekranie) nie jest już obrazem cyfrowym, a analogowym.
Obraz cyfrowy może powstać w wyniku digitalizacji obrazu rzeczywistego (np. poprzez wykonanie zdjęcia cyfrowym aparatem fotograficznym lub zeskanowanie dokumentu na skanerze) albo też przez metody syntetyczne. Do zapisu obrazu cyfrowego na nośniku cyfrowym wykorzystuje się różne formaty plików graficznych, często stosujące kompresję danych w celu oszczędzania miejsca na tym nośniku.